# Xenylla occidentalis
Xenylla occidentalis är en urinsektsart som beskrevs av Womersley 1933. Xenylla occidentalis ingår i släktet Xenylla och familjen Hypogastruridae. Inga underarter finns listade i Catalogue of Life.